# Arthur Scheunert
Carl Arthur Scheunert (* 7. Juni 1879 in Dresden; † 11. Januar 1957 in Basel) war ein deutscher Veterinär mit dem Spezialgebiet Physiologie. Er wirkte als Professor an der Tierärztlichen Hochschule Dresden, an der Landwirtschaftlichen Hochschule Berlin und an der Universität Leipzig. Darüber hinaus war er erster Präsident der Reichsanstalt für Vitaminprüfung und Vitaminforschung und ab 1951 Direktor des Instituts für Ernährung und Verpflegungswissenschaft in Potsdam-Rehbrücke. Er gilt als wesentlicher Vertreter der Vitaminforschung in Deutschland und neben Kurt Täufel als Nestor der ernährungswissenschaftlichen Forschung in der DDR.

## Leben
Arthur Scheunert wurde 1879 in Dresden geboren und studierte dort auch Chemie. Er trat während seines Studiums dem Corps Gothia bei und wurde später Alter Herr im Corps Altsachsen Dresden. Darüber hinaus studierte er in Leipzig sowie Basel, und promovierte 1902 an der Universität Göttingen, an der er anschließend auch als wissenschaftlicher Assistent tätig war. Später wechselte er an die Tierärztliche Hochschule Dresden, an der er 1906 zum Dozent und 1909 zum außerordentlichen Professor berufen wurde. Scheunert gelang es 1913, zusammen mit Adolf Schattke, als erstem Wissenschaftler die Magenmechanik von Tieren darzustellen. 1920 erhielt er eine Professur für Tierphysiologie an der Landwirtschaftlichen Hochschule Berlin, von 1923 bis 1945 dann an der Veterinärmedizinischen Fakultät der Universität Leipzig, wo er als Ordinarius für Veterinärphysiologie tätig war.
Ab 1923 gehörte er dem Reichsausschuss für Ernährungsforschung an. Von Beginn an konzentrierte er sich in seinem neuen Amt hauptsächlich auf die Vitamin- und Ernährungsforschung. Arthur Scheunert war Herausgeber der Zeitschrift Die Tierernährung, gemeinsam mit Wilhelm Stepp redigierte er mit dem Periodikum Vitamine und Hormone die führende deutsche Zeitschrift auf diesem Forschungsgebiet. Eine erste zusammenfassende Arbeit über seine Ernährungsforschung erschien 1930 in der Schriftenreihe Die Volksernährung unter dem Titel Vitamingehalt der deutschen Nahrungsmittel in zwei Teilen.
1938 verfasste er eine Vitaminbilanz für Deutschland. Zeitlebens setzte er sich für die Förderung einer vitaminreichen Ernährung ein, zu deren Zweck er u. a. für die Vitaminisierung von Margarine und die Verabreichung von Vitaminprodukten eintrat.

### Im Nationalsozialismus
Scheunert verstand es, die politischen Verhältnisse zur Realisierung seiner Forschungsinteressen zu nutzen. Vor dem Hintergrund des Interesses der Nationalsozialisten für eine „vollwertige“ gesunde Ernährung trat er wiederholt an den nationalsozialistischen Staat und die Reichsgesundheitsführung heran, um die Gründung einer wissenschaftlichen Einrichtung zur Förderung der Vitaminforschung zu erreichen. Unter massiver Förderung von Reichsärzteführer Leonardo Conti erreichte er schließlich die 1941 erfolgte Gründung der Reichsanstalt für Vitaminprüfung und Vitaminforschung in Leipzig, die seiner Leitung unterstellt wurde. Arthur Scheunert zählte während der Zeit des Nationalsozialismus zu den führenden Ernährungswissenschaftlern, seine vornehmlich auf Versuchen an Ratten und Meerschweinchen, aber auch an Zuchthausinsassen gründenden Untersuchungen wurden vom Forschungsdienst, von der Deutschen Forschungsgemeinschaft, vom Ernährungsministerium, vom Wirtschaftsministerium und vom Kriegsministerium finanziert. Sie gewannen insbesondere mit dem Vierjahresplan 1936 strategische Bedeutung. Als Mitglied der Rationierungskommission wirkte er an der Ausarbeitung der Kriegsernährungspläne mit. In diesem Zusammenhang förderte das nationalsozialistische Regime seine Forschungen äußerst großzügig.
Nach der nationalsozialistischen Machtergreifung erklärte Arthur Scheunert 1933 vorzeitig seinen Austritt aus der Fachschaft der Universität Leipzig, da er zu diesem Zeitpunkt bereits dem Nationalsozialistischen Lehrerbund beigetreten war. Im November 1933 unterzeichnete er das Bekenntnis der deutschen Professoren zu Adolf Hitler. Im Laufe der Jahre wurde er außerdem Mitglied im NS-Bund Deutscher Technik und im NS-Altherrenbund. In die Nationalsozialistische Deutsche Arbeiterpartei (NSDAP) wurde er am 1. April 1941 aufgenommen.
Unter Scheunerts Regie fanden in diesem Zusammenhang auch Ernährungsversuche an Insassen des Zuchthauses Waldheim statt. Im Zusammenhang dieser Versuche wurde durch einseitige Ernährung gezielt ein Vitaminmangel herbeigeführt, um zunächst die Folgeerscheinungen zu untersuchen und dann das zur Behebung des Mangels notwendige Minimum an Vitaminen zu bestimmen. Der spätere DDR-Minister und politische Gefangene in Waldheim, Fritz Selbmann, berichtete, dass es bei den von Scheunert initiierten Menschenversuchen auch zu Todesopfern gekommen sei. Diese Aussagen konnten durch Recherchen in einschlägigen Archiven im Jahr 2012 nicht bestätigt werden. Arthur Scheunert war treibende Kraft der 1941 einsetzenden Vitaminisierung der Margarine, die von seinem Leipziger Mitarbeiter Karl Heinz Wagner mit Hilfe nach der Besetzung Norwegens verfügbaren Vitamin-Konzentraten aus Fisch- und Wallebern in Gang gesetzt wurde. Er war zentral an den 1940 einsetzenden Vitaminaktionen beteiligt, förderte den Reichsvollkornbrotausschuss und unterhielt beste Kontakte zur Partei und zu Wilhelm Ziegelmayer einem der führenden Ernährungswissenschaftler in Deutschland zu jener Zeit.

### Nach 1945

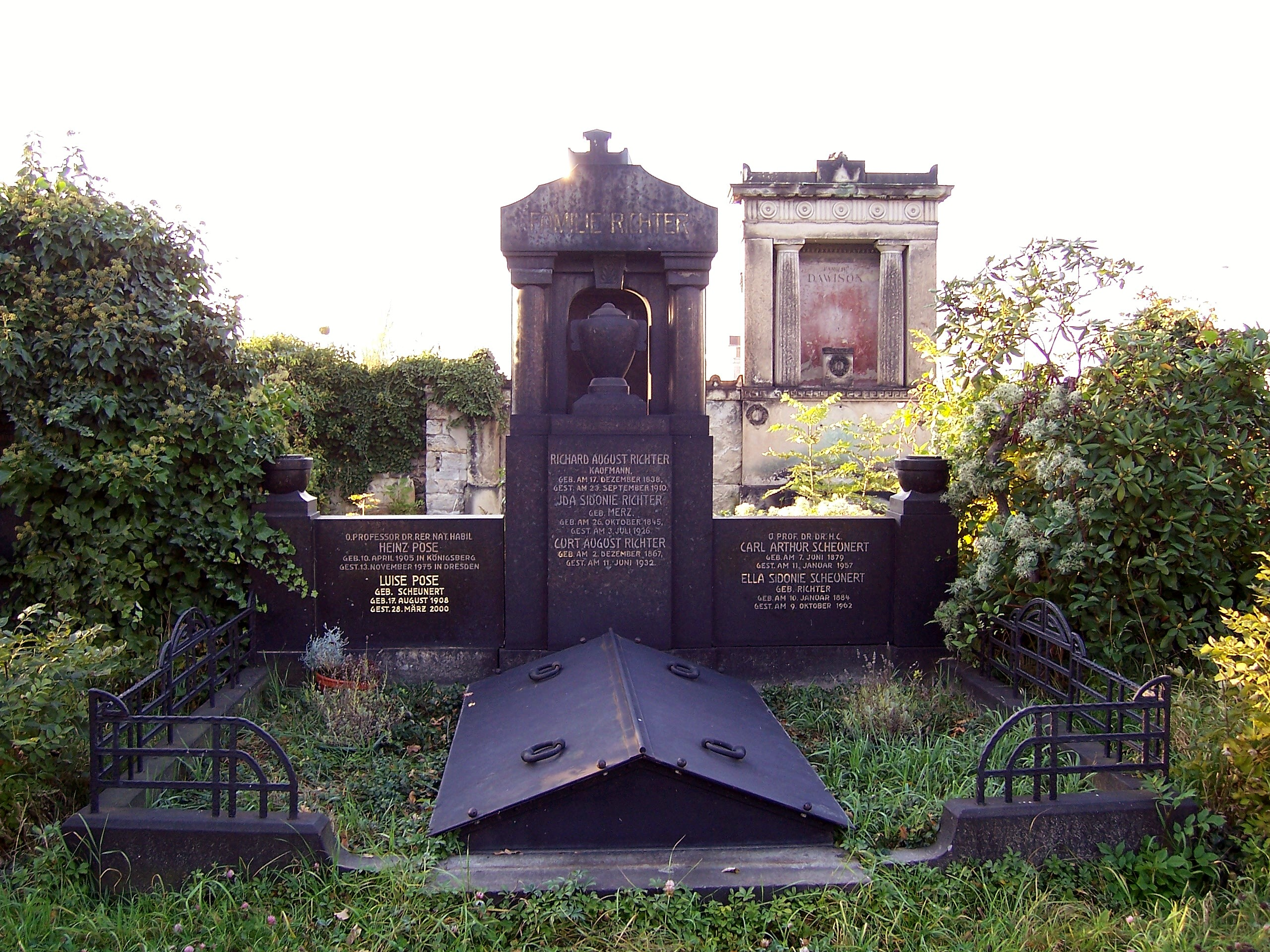
Grab auf dem Alten Annenfriedhof in Dresden

Nach der Einnahme Leipzigs durch die US-Armee im April 1945 wurde Scheunert verhaftet und in Weilburg interniert. Am 7. Mai 1945 schied er aus der Universität Leipzig offiziell aus. Daraufhin hielt er zwischen 1946 und 1948 eine Professur für Tierernährung und die kommissarische Leitung des Instituts für Veterinärphysiologie an der Veterinärmedizinischen Fakultät in Gießen. 1948 folgte er dem Ruf an das gerade entstehende Institut für Ernährung und Verpflegungswissenschaft in Potsdam-Rehbrücke, dessen Leitung er 1951 übernahm. Er unterrichtete Physiologie für Veterinärmediziner und war gutachterlich tätig. Scheunert veröffentlichte eine Vielzahl von Aufsätzen und Büchern zu Fragen der Physiologie und Ernährungsforschung, gab zeitweise die Zeitschrift Die Ernährung, Vitamine und Hormone und später die Zeitschrift Ernährungsforschung heraus. In Zeiten der DDR erfreute er sich großer wissenschaftlicher Anerkennung. Scheunert verstand es auch hier, sich den Gegebenheiten des politischen Regimes anzupassen und Forschungsressourcen für sich und seine Mitarbeiter zu mobilisieren. Das von ihm maßgeblich mit konzipierte und bis heute bestehende Institut für Ernährung in Potsdam-Rehbrücke war großzügig angelegt und ausgestattet. Es erfreute sich in der DDR großer Popularität auch in der Bevölkerung. Trotz Wissens von Staatsleitung und Kollegen um – aus heutiger Sicht problematische – Versuche zur Erforschung des Vitaminbedarfs von Menschen wurden diese zeitlebens nicht diskutiert und in frühen Biographien verschwiegen. Dank Scheunerts Initiative das Institut für Ernährung 1957 als Zentralinstitut für Ernährung in die Akademie der Wissenschaften der DDR aufgenommen; als solches wurde es nach der Wende positiv evaluiert und als Deutsches Institut für Ernährungsforschung in die Leibniz-Gemeinschaft aufgenommen. Scheunert starb 1957 in Basel. Sein Grab befindet sich auf dem Alten Annenfriedhof in Dresden.

## Ehrungen
Arthur Scheunert wurde 1926 zum Mitglied der Deutschen Akademie der Naturforscher Leopoldina, 1934 zum ordentlichen Mitglied der Sächsischen Akademie der Wissenschaften, 1942 zum auswärtigen Mitglied der Königlichen Schwedischen Akademie der Landwirtschaften und 1953 zum ordentlichen Mitglied der Deutschen Akademie der Wissenschaften zu Berlin ernannt. Mehrere Universitäten verliehen ihm die Ehrendoktorwürde, so die Universität Leipzig im Jahr 1923. 1936 wurde er in die Biochemische Gesellschaft in London aufgenommen, als deren Mitglied er an der Entwicklung der Nomenklatur der „Internationalen Einheiten“ für Vitamine beteiligt war. Am 7. Juni 1944 wurde ihm aus Anlass seines 65. Geburtstags für sein Lebenswerk die Goethe-Medaille für Kunst und Wissenschaft verliehen. 1951 erhielt er den mit 100.000 Mark dotierten Nationalpreis der DDR erster Klasse im Bereich Wissenschaft, drei Jahre später wurde ihm der Ehrentitel Hervorragender Wissenschaftler des Volkes verliehen.

## Straßenbenennung
Arthur-Scheunert-Allee in der Gemeinde Nuthetal

## Darstellung Scheunerts in der bildenden Kunst
- Simeon Nalbandian: Bildnis des Nationalpreisträgers Prof. A. Scheunert (Tafelbild, Öl; um 1952)[7]
- Fritz Hermann Kühn: Triptychon „Vitaminvenus“ (Großformatiges Gemälde/Triptychon, entstanden 1953); Im Mittelteil des Tryptichons Arthur Scheunert im Kreis leitender Mitarbeiter am Modell des künftigen Instituts. Das Gemälde ist im Besitz des Deutschen Instituts für Ernährungsforschung in Potsdam-Rehbrücke.

## Werke
- Lehrbuch der vergleichenden Physiologie der Haussäugetiere. Berlin 1910, 1920, 1925 (als Mitherausgeber)
- Anleitung zur Mikroskopischen und Chemischen Diagnostik der Krankheiten der Hausthiere. Hannover 1918 (als Mitautor)
- Lehrbuch der Veterinär-Physiologie. Berlin 1939, 1951, 1957, 1965, 1976, 1987
- Grundzüge der Fütterungslehre. Berlin und Hamburg 1952, 1959 (als Mitherausgeber der 11. und 12. Auflage)